# Laurits Jensen (politiker)
 Der er flere personer med dette navn, se Lauritz Jensen.
Laurits Christian Jensen, ofte kaldet Lauritz Jensen, (født 9. januar 1867 i Ringsted, død 8. oktober 1931) var en dansk købmand og politiker.
Han var søn af arbejdsmand Jens Jørgensen og Kirsten f. Pedersen, stod i manufakturlære hos Nikolaj Jørgensen i Ringsted, var købmand i Vordingborg 1894-1904 og blev der formand for den lokale borger- og industriforening og for amtsudstillingen 1901.
Fra 1918 til 1920 sad han i Folketinget valgt i Hovedstaden for Erhvervspartiet som han var initiativtager til og første formand for indtil 1921. Partiet var repræsenteret i Folketinget fra 1918 til 1924. Tidligere havde han stillet op til Folketinget for Højre ved Folketingsvalget 1913 i Københavns 13. valgkreds.
Han var Indenrigsministeriets konsulent ved behandling af sager vedrørende lærlingeforhold inden for handelsbranchen fra 1921.
Han var Ridder af Dannebrog og modtog Fortjenstmedaljen i sølv.